# Giovanni Pérez
Giovanni Pérez Fernández (ur. 14 października 1974 w San Cristóbal) – wenezuelski piłkarz występujący na pozycji pomocnika.

## Kariera klubowa
Pérez zawodową karierę rozpoczynał w 1996 roku w kolumbijskim zespole Deportivo Pasto. W 1997 roku wrócił do Wenezueli, gdzie grał w zespołach Lanceros, UA Táchira oraz Universidad de Los Andes. W 1999 roku trafił do ItalChacao. Po trzech latach przeniósł się do Estudiantes Mérida, w którym z kolei spędził rok.
Następnie Pérez występował w UA Maracaibo oraz Deportivo Táchira, a w 2005 roku przeszedł do Caracas FC. W 2006 roku zdobył z nim mistrzostwo Wenezueli. Po tym sukcesie odszedł do drużyny Zamora FC. W 2010 roku zakończył tam karierę.

## Kariera reprezentacyjna
W reprezentacji Wenezueli Pérez zadebiutował w 1997 roku. W 2001 roku został powołany do kadry na turniej Copa América. Zagrał na nim w meczach z Kolumbią (0:2), Chile (0:1) i Ekwadorem (0:4), a Wenezuela odpadła z rozgrywek po fazie grupowej.
W latach 1997–2007 w drużynie narodowej Pérez rozegrał łącznie 30 spotkań.